# Olof Andersson (Tåmefursten)
Olof "Ola Ann" Andersson, kallad Tåmefursten, födelseår okänt, död 1607, var en svensk betydande köpman från Fällfors. Han dömdes år 1607 till döden genom att brännas på bål tillsammans med sin son Jakob därför att de båda haft sexuellt umgänge med sin anställda legopiga Karin Ersbjörnsdotter som likaledes fick samma dom. 
Olof Andersson var för sin tid en mycket betydande köpman och hemmansägare och blev länsman i Skellefteå socken 1579. Han förfogade över ett stort antal båtar vilka fraktade varor till flottan i Stockholm. Hans båda söner Hans och Jakob arbetade på hans gård när pigan Karin Ersbjörnsdotter anställdes. Under en period arbetade hon som piga hos bonden Jon Olsson och även han "belägrat" både pigan Karin och hennes syster Lisbeta. När rykten började spridas om hennes leverne vände hon sig i förtvivlan till den lokala prästen Christoffer Olai. Undersökningen som därefter följde visade att både Olof Andersson och hans söner haft sexuellt umgänge med pigan. Även Jon Olsson dömdes skyldig. 
Efter många turer fastställdes domen vid sommartinget i Skellefteå 1607 där alla utom den yngste sonen Hans, "därför han var först" dömdes till att brännas på bål. Enligt vissa källor undgick Olof bålet genom att halshuggas och sonen Jakob flydde, förmodligen till Norge. 
I romanen Furstens hus (1992) låter författaren Åke Lundgren pigan Karin själv berätta vad som hände och till grund för romanen ligger rättegångsprotokollet från 1607. 